# Sahaba
Sahaba, Sahabah eller Ṣaḥābah (arabisk : الصحابة, med betydningen følgesvende) betegner mennesker, der fulgte Muhammed, islams mest hellige og betydningsfulde profet. Formen Sahaba el. Sahabah er flertalsform; den singulære form er Ṣaḥābi (fem. Sahabiyyah).
Indenfor sunnisme betragtes enhver der kendte til, havde mødt eller set profeten Muhammed, og som derudover tilkendegav sig til islam som religion, for at være en sahābi (følgesvend). Som de mest prominente følgesvende regnes sædvanligvis en skare på 50-60 personer, der tilhørte den gruppe, der var tæt knyttet til Muhammed. Den sunnitiske rets og troslære betragter enhver sahabi som et fremragende eksempel på en god muslim, oftest ved at citere et eller flere koraniske fraser for at underbygge denne udlægning. I modsætning til denne holdning er en shahaba indenfor shiisme ikke betegnet i ligeså bred forstand. Teknisk set ligger betegnelsen sahaba indenfor shiisme sig mere op ad en følgesvend og fælle i bogstavelig forstand, dvs. har fulgt, arbejdet eller levet med. Derudover begrænses betegnelsen yderligere ved, at ikke alle muslimer, der har fulgt profeten, som værende identiske med det bedste forbillede (dvs. opfattelsen af at der også kan være dårlige fæller).
 Der er for få eller ingen kildehenvisninger i denne artikel, hvilket er et problem. Du kan hjælpe ved at angive troværdige kilder til de påstande, som fremføres i artiklen.

| Islam | Spire Denne islamartikel er en spire som bør udbygges. Du er velkommen til at hjælpe Wikipedia ved at udvide den. |